# Ezequiel Zamora (Cojedes)
Ezequiel Zamora è un comune (municipio) del Venezuela situato nello stato del Cojedes.
Comprende tre parrocchie: San Carlos (capoluogo), Juan Ángel Bravo e Manuel Manrique.